# Abdulrahman Al-Jassim
Abdulrahman Ibrahim Al-Jassim (* 14. října 1987) je katarský fotbalový rozhodčí, který je od roku 2013 mezinárodním rozhodčím FIFA.
Byl jedním z rozhodčích pro Mistrovství světa ve fotbale do 20 let 2017 v Jižní Koreji. Al-Jassim byl jmenován videoasistentem rozhodčího pro Mistrovství světa ve fotbale 2018 v Rusku.
Soudcoval také na Asijském poháru AFC 2019 ve Spojených arabských emirátech a ve finále Ligy mistrů AFC 2020. V červnu 2019 bylo oznámeno, že Al-Jassim bude působit na Zlatém poháru CONCACAF 2019, kam se dostal na základě programu výměny rozhodčích mezi CONCACAF a AFC (výměnou za mexického rozhodčího Césara Artura Ramose). Výbor rozhodčích FIFA jmenoval dne 14. listopadu Abdulrahmana rozhodčím pro Mistrovství světa klubů FIFA 2019 v Kataru. Stal se tak jedním ze členů čistě katarské trojice sudích, jež soudcovala finále mezi Liverpoolem a Flamengem na Chalífově mezinárodním stadionu v Dauhá.

## Turnaje
| Asijský pohár 2019 – Spojené arabské emiráty | Asijský pohár 2019 – Spojené arabské emiráty | Asijský pohár 2019 – Spojené arabské emiráty | Asijský pohár 2019 – Spojené arabské emiráty |
| Datum                                        | Zápas                                        | Místo                                        | Fáze                                         |
| -------------------------------------------- | -------------------------------------------- | -------------------------------------------- | -------------------------------------------- |
| 8. ledna 2019                                | Irák – Vietnam                               | Abú Zabí                                     | Základní skupina                             |
| 16. ledna 2019                               | Jižní Korea – Čína                           | Abú Zabí                                     | Základní skupina                             |
| 21. ledna 2019                               | Austrálie – Uzbekistán                       | Al Ajn                                       | Osmifinále                                   |
| 24. ledna 2019                               | Čína – Írán                                  | Abú Zabí                                     | Čtvrtfinále                                  |

| Zlatý pohár CONCACAF 2019 – USA | Zlatý pohár CONCACAF 2019 – USA | Zlatý pohár CONCACAF 2019 – USA | Zlatý pohár CONCACAF 2019 – USA |
| Datum                           | Zápas                           | Místo                           | Fíze                            |
| ------------------------------- | ------------------------------- | ------------------------------- | ------------------------------- |
| 19. června 2019                 | Kuba – Martinik                 | Denver                          | Základní skupina                |
| 26. června 2019                 | Panama – USA                    | Kansas City                     | Základní skupina                |
| 2. července 2019                | Haiti – Mexiko                  | Glendale                        | Semifinále                      |

| Mistrovství světa 2022 – Katar | Mistrovství světa 2022 – Katar | Mistrovství světa 2022 – Katar | Mistrovství světa 2022 – Katar | Mistrovství světa 2022 – Katar | Mistrovství světa 2022 – Katar | Mistrovství světa 2022 – Katar |
| Fáze                           | Datum                          | Tým 1                          | Skóre                          | Tým 2                          |                                |                                |
| ------------------------------ | ------------------------------ | ------------------------------ | ------------------------------ | ------------------------------ | ------------------------------ | ------------------------------ |
| Základní skupina B             | 21. listopadu 2022             | USA                            | 1 : 1                          | Wales                          | 6 (4+2)                        | 0                              |